# Steve Buscemi
Steven Vincent "Steve" Buscemi (uttal: /buːˈsɛmi/), född 13 december 1957 i Brooklyn i New York, är en amerikansk skådespelare, regissör och före detta brandman.

## Biografi

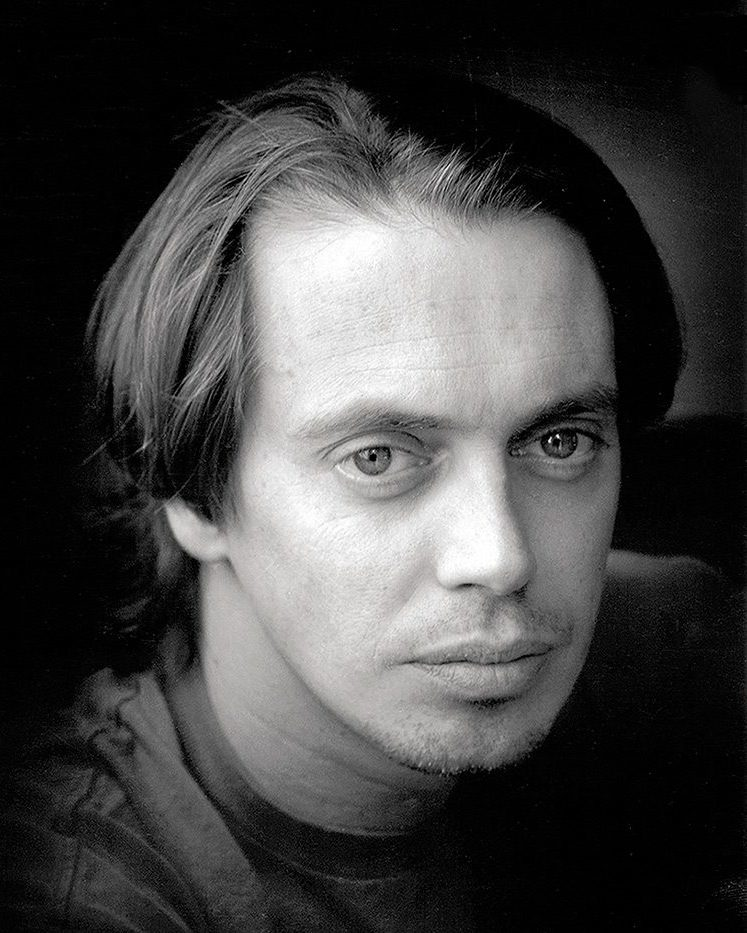
Steve Buscemi 1996.

Steve Buscemis far, John Buscemi, var av siciliansk härkomst och hans mor, Dorothy, född Wilson, av irländskt ursprung. Han är bror till Michael Buscemi. Han gifte sig 1987 med Jo Andres. De har en son tillsammans, som heter Lucian.
Buscemi medverkar ofta i Michael Bays, Bröderna Coens, Adam Sandlers och Quentin Tarantinos filmer. En av hans mest minnesvärda roller är som den paranoida juveltjuven Mr Pink i Quentin Tarantinos De hänsynslösa. Buscemi har även regisserat några avsnitt av TV-serien Sopranos, där han även själv medverkade som Tony Sopranos kusin Tony Blundetto. Steve Buscemi har även regisserat en del filmer, bland annat Interview där han har huvudrollen tillsammans med Sienna Miller. År 2000 var han H&M-modell.
Steve Buscemi får oftast roller som är något annorlunda. Exempel på detta är Crazy Eye i Mr. Deeds, Les Galantine i Delirious och Donny i The Big Lebowski. Buscemi spelar också oftast karaktärer som pratar snabbt. Ett bra exempel är rollen som Mr. Pink i De hänsynslösa.
Steve Buscemi blev rankad på plats 52 i Empire Magazines "The Top 100 Movie Stars Of All Time"-lista. 
Steve Buscemi har huvudrollen i serien Boardwalk Empire vilken är producerad av regissören Martin Scorsese. Serien hade premiär i USA i september 2010 och i Sverige den 29 oktober 2011. 
Buscemi arbetade som brandman i New York 1980-1984. På nätter spelade han teater och på dagarna var han på brandstationen. Efter 11 september-attackerna 2001 åkte han till ruinerna av World Trade Center och ställde upp som frivillig med att leta igenom spillrorna efter lik. Han gjorde detta i fem dagar, men slutade därefter då han inte tyckte sig kunna tillföra så mycket utan mest gick omkring.

## Filmografi i urval
- 1986 – Miami Vice (TV-serie), avsnitt El Viejo (gästroll i TV-serie)
- 1988 – Call Me
- 1989 – Den långa färden (TV-serie)
- 1989 – New York Stories
- 1989 – Mystery Train
- 1989 – Spårhundar på Broadway
- 1990 – Miller's Crossing
- 1991 – Barton Fink
- 1992 – De hänsynslösa
- 1994 – Strebern
- 1994 – Pulp Fiction
- 1994 – Airheads
- 1995 – Desperado
- 1995 – Things to Do in Denver When You're Dead
- 1996 – Fargo
- 1996 – Kansas City
- 1996 – Flykten från L.A.
- 1998 – Armageddon
- 1997 – Con Air
- 1998 – Wedding Singer
- 1998 – The Big Lebowski
- 1999 – Big Daddy
- 2000 – 28 dagar
- 2001 – Domestic Disturbance
- 2001 – Ghost World
- 2001 – Final Fantasy: The Spirits Within (röst)
- 2001 – Monsters, Inc. (röst)
- 2002 – The Laramie Project (TV-film)
- 2002 – Mr. Deeds
- 2002–2006 – Sopranos (TV-serie)
- 2002 – Spy Kids 2 - De förlorade drömmarnas ö
- 2003 – Spy Kids 3-D: Game Over
- 2003 - Simpsons, avsnitt Brake My Wife, Please (gäströst i TV-serie)
- 2003 – Coffee and Cigarettes
- 2003 – Big Fish
- 2004 – Kogänget (röst)
- 2005 – The Island
- 2005 – Romance and Cigarettes
- 2006 – Paris, je t'aime
- 2006 – Monster House
- 2006 – Delirious
- 2006 – Min vän Charlotte (röst)
- 2007 - Simpsons, avsnitt I Don't Wanna Know Why the Caged Bird Sings (gäströst i TV-serie)
- 2007 – Härmed förklarar jag er Chuck och Larry
- 2007 – Interview (även regissör)
- 2009 – The Messenger
- 2009 – G-Force (röst)
- 2010 – Grown Ups
- 2010–2014 – Boardwalk Empire (TV-serie)
- 2011 - Portlandia, avsnitt Farm (gästroll i TV-serie)
- 2012 – Hotel Transylvania (röst)
- 2013 – Burt Wonderstone
- 2013 – Grown Ups 2
- 2013 – Monsters University (röst)
- 2014 – The Cobbler
- 2015 – Hotell Transylvanien 2 (röst)
- 2017 – Baby-bossen (röst)